# Cantorchilus leucotis
El cucarachero pechihabano (Cantorchilus leucotis), también denominado cucarachero anteado, chochín pechihabano, ratona vientre rojo y ratona de dorso leonado, es una especie de ave de la familia Troglodytidae que vive en América del Sur.

## Descripción
En promedio mide 14,2 cm y pesa 15,5 g. Su plumaje es principalmente castaño. Tiene una lista superciliar blanca prominente, mejillas blancuzcas con líneas negras; garganta blanca, pecho color ante, flancos y región infracaudal acanelados, vientre blancuzco. Sus alas y cola son castañas con líneas finas negras.
La subespecie C. l. zuliensis presenta el plumaje oscuro en todo el cuerpo, mientras que C. l. hypoleucus tiene el plumaje de las parte superiores castaño pálido grisáceo y el de las partes inferiores blancuzco.

## Distribución y hábitat
Se encuentra en Bolivia, Brasil, Colombia, Ecuador, la Guayana francesa, Guyana, Panamá, Perú, Surinam y Venezuela.
Vive entre los matorrales de arbustos en los bordes de los bosques, a lo largo de arroyo, en bosques de galería o cerca de pantanos, ciénagas y manglares, a menos de 950 m de altitud.

## Alimentación
Se alimenta de insectos que busca entre la vegetación enmarañada.

## Reproducción
Construye en una rama sobre el agua un nido de fibras, de forma esférica, con entrada lateral que en su interior es semejante a una cesta profunda. La hembra pone de 2 a 3 huevos blancos con puntos marrón y lila.